# 朱征夫
朱征夫（1964年9月29日—），男，汉族，湖北荊州人，执业律师，中华全国律师协会副监事长，第十一届、第十二届、第十三届全国政协委员，第十四届全国人大代表。
担任广东省律师协会副会长、广东东方昆仑律师事务所合伙人。2008年，当选第十一届全国政协委员，代表无党派人士，分入第十四组。2018年1月，当选第十三届全国政协委员。

## 政协提案
- 废除收容教育制度[6]
- 废除嫖宿幼女罪[6]
- 减少或取消嫌疑人电视认罪[7][8]
- 扩大取保候审适用范围[9]
- 规范扣查手机行为[10]
- 修改国籍法[11]
- 建立轻罪前科消灭制度[12]
- 严打拐卖收买妇女儿童[6]
- 取消寻衅滋事罪[13]